# Ulrich Walter
Ulrich Hans Walter (Iserlohn, 9 de fevereiro de 1954) é um ex-astronauta alemão.
Formado em Física pela Universidade de Colônia, e com doutorado em Física do estado sólido, em 1987 ele foi selecionado para participar do programa espacial alemão, após trabalhar em pesquisas nos Estados Unidos. Entre 1988 e 1990, completou o treino básico no Centro Aeroespacial Alemão - DLR (Deutsches Zentrum für Luft- und Raumfahrte) - e foi qualificado como integrante do corpo de astronautas da agência, designado para integrar a tripulação alemã da segunda missão de estudos científicos do Spacelab, a bordo dos ônibus espaciais.
Ulrich foi ao espaço  em 26 de abril de 1993, como especialista de carga da STS-55 Columbia, uma missão multinacional do Spacelab, que realizou 88 experiências científicas de onze nações diferentes, levadas a cabo durante nove dias por cinco norte-americanos e dois alemães integrantes da tripulação.
Após seu voo, ele passou a trabalhar no DLR por quatro anos, gerenciando um projeto de coleta de dados de imagens espaciais. Quando o grupo de astronautas da agência alemã foi imerso no corpo de astronautas da ESA (Agência Espacial Européia), ele se desligou da agência e foi trabalhar na IBM da Alemanha.
Desde 2003 ele integra o corpo docente da Universidade Técnica de Munique, sendo responsável pela cadeira de tecnologia espacial, dentro do curso geral de engenharia mecânica.
Autor de diversos livros, Ulrich também é conhecido em seu país por apresentar um popular programa de ciências na televisão bávara.